# Bizkaia Arena
Bizkaia Arena es un pabellón multiusos del complejo Bilbao Exhibition Centre situado en Baracaldo, Vizcaya. Es el mayor pabellón de usos múltiples en España, ya que puede albergar hasta 18 500 espectadores para eventos deportivos.
La arena fue la sede de los premios MTV Europe Music Awards en 2018, ya que la entrega de premios se celebró en España por tercera vez y por primera vez en Bilbao.

## Historia
El recinto ha sido sede de numerosos eventos deportivos. En baloncesto, acogió la Copa del Rey 2010 y la Supercopa de España 2007, además fue una de las seis sedes de la Copa del Mundo de Baloncesto 2014. Fue también la sede del Bilbao Basket para los partidos como local en la temporada 2009/10 y donde se celebró el partido amistoso que disputaron el Bilbao Basket y los Philadelphia 76ers.
Varios grupos internacionales de música han realizado conciertos en el Bizkaia Arena, incluyendo Bryan Adams (2005), The Who (2006), Bruce Springsteen (Magic World Tour, 2007), AC/DC (Black Ice World Tour, 2009), Leonard Cohen (2009), Jonas Brothers (2009), Rammstein (2009), Chuck Berry, Judas Priest (2011), Iron Maiden (2013) , Rihanna (Diamonds World Tour, 2013) , Shakira (El Dorado World Tour, 2018), Rosalía (Motomami World Tour, 2022) o Aitana (11 Razones + Tour, 2022 y Alpha Tour, 2023).
El recinto también ha sido utilizado para otro tipo de espectáculos como (ópera, Disney on Ice, etc) o discursos políticos.